# Fulakora papuana
Fulakora papuana (лат.) — вид примитивных муравьёв рода Fulakora из подсемейства Amblyoponinae (Formicidae), ранее включавшийся в состав родов Amblyopone и Stigmatomma. Эндемик Папуа

## Распространение
Океания. Типовое местонахождение: остров Новая Гвинея, Папуа — Новая Гвинея, Булоло (7°13' ю. ш., 146°35' в. д.).

## Описание
Мелкие земляные муравьи (длина тела 3—4 мм) с длинными узкими жвалами и хорошо развитым жалом. Мандибулярный зубной ряд включает мелкий субапикальный, четыре парных медианных и два одиночных острых базальных зуба. Передний базальный зуб резко заострён, а задний имеет узко закруглённую вершину; следы сдвоенных элементов на базальных зубах отсутствуют. Мезосома уже головы. Ноги короткие. Передний край клипеуса зубцевидный; петиоль очень широко прикреплён к 3-му абдоминальному сегменту и без отчётливой задней поверхности; постпетиоль отсутствует.

## Систематика
Вид был впервые описан в 1979 году австралийским мирмекологом Робертом Тейлором (Australian National Insect Collection, CSIRO, Division of Entomology, Канберра, Австралия) под названием Amblyopone papuana Taylor, 1979. С 2012 года вид включали в состав рода Stigmatomma (подсемейство Понерины). В 2016 году Fulakora был восстановлен из синонимии с Stigmatomma и вид получил современное название.